# Chibchea salta
Chibchea salta is een spinnensoort uit de familie trilspinnen (Pholcidae). De soort komt voor in Argentinië. 